# Vrtop
Vrtop är en bergstopp i Kosovo. Den ligger i den södra delen av landet, 70 km söder om huvudstaden Priština. Toppen på Vrtop är 2 536 meter över havet, eller 590 meter över den omgivande terrängen. Bredden vid basen är 16,2 km.
Terrängen runt Vrtop är bergig åt sydost, men åt nordväst är den kuperad. Runt Vrtop är det ganska glesbefolkat, med 48 invånare per kvadratkilometer. Närmaste större samhälle är Prizren, 15,4 km nordväst om Vrtop. Trakten runt Vrtop består till största delen av jordbruksmark.